# 指画 (中国画)
指画，也叫指头画、指墨，是用手指头画的中国画。指画的创始人是清代的高其佩。在高其佩之前，唐代张文通也曾用手指头修改画中局部，但没有系统地用手指头画出完整的国画。高其佩早年也用传统的毛笔画过画，但久久未能创造自家的风格，在他发明了指画后才独创一格，成为指画的开山祖。高其佩的指画题材包罗万有，山水、人物、花卉、虫鸟，有的气势磅礴，有的刻划细微，有很高的成就。

## 指头画法
- 指画笔：拇指、四指、手掌，手背，指甲；多以食指为主，辅以拇指、小指；泼墨时四指、手掌，手背并用。
- 画纸：多用生宣纸，有时候用绢，不宜用熟宣纸。

## 指画家
- 高其佩
- 甘怀园
- 赵成穆
- 李世卓
- 甘士调
- 蔡兴祖
- 马芳
- 何龙
- 潘天寿

## 指画论
- 高清畴《指头画说》
- 潘天寿：《指头画谈》